# Elton Mayo
Pour les articles homonymes, voir Mayo.
Elton Mayo, né le 26 décembre 1880 à Adélaïde en Australie et mort le 7 septembre 1949, est un psychologue et sociologue australien à l'origine du mouvement des relations humaines en management.
Il est considéré comme l'un des pères fondateurs de la sociologie du travail en initiant la vision sociale de l'être humain au travail.
De ses expérimentations, il a déduit l'importance de la motivation sociale sur le comportement et la performance des travailleurs, ceux-ci étant en attente de reconnaissance et de considération dans les relations interpersonnelles.
Il est aussi connu pour avoir théorisé l'effet Hawthorne (appelé parfois « effet de l'observateur ») qui a été à l'origine du courant de recherche du mouvement du potentiel humain.

## Biographie
Né en 1880 en Australie, il fit des études de médecine à Édimbourg en Écosse, puis étudia la psychologie à Adélaïde, en Australie. En 1911, il devint professeur de philosophie et de psychologie. Il fut influencé par les travaux du psychologue français Pierre Janet, sur l'hystérie et l'obsession. Il commença ses recherches en psychologie classique, mais s'intéressa déjà aux problèmes et conséquences des tâches répétitives dans l'industrie, à la suite de l'application massive du taylorisme.
Il obtint un premier poste de professeur à Wharton (Philadelphie), puis un second à l'université de Harvard, de 1926 à 1947. Il participa à la création du département de psychologie industrielle et développa ses recherches sur le comportement au travail. 

### L'enquête desHawthorne Works
Les recherches d'Elton Mayo ont porté sur l'analyse des effets de l'introduction de pauses durant le travail et ont donné lieu à des conclusions paradoxales par rapport aux hypothèses initiales. 
Entre 1927 et 1932, il mena l’enquête à l'usine Western Electric de Cicero (Hawthorne Works), près de Chicago à partir d'une observation directe des ouvriers dans leur travail et dans leur milieu d'origine. Il a varié les modalités expérimentales en variant les systèmes de pauses (suppression/réintroduction des temps de pauses).  Malgré la modification de facteurs organisationnels et logistiques, la baisse de productivité n'a pas été constatée.  Elton Mayo interprète cet effet comme étant le résultat d'un processus de groupe. Les conclusions de ces expériences ne furent pas communiquées par  Elton Mayo lui-même, mais par deux chercheurs associés aux travaux, F. G Roethlisberger et W. J. Dickson, dans leur ouvrage Management and the Worker (1939).  
La principale conclusion qui a été tirée de cette expérience est que l'influence de l'intérêt porté aux individus sur leur comportement les incite à se surpasser. 
Le caractère novateur de cette expérience se situe dans un contexte où l'Organisation scientifique du travail de Frederick Taylor prédominait dans les entreprises. Elton Mayo a complété l'hypothèse taylorienne qui ne prenait en compte que les techniques et les conditions matérielles du travail pour améliorer la productivité, au prix d'un isolement du travailleur. Il a étudié l'impact qu'avait l'ajout de certains avantages pour les employés dans le cadre taylorien (évolution des carrières, salaires corrects, environnement de travail, horaires, sentiment de sécurité sur son lieu de travail, sécurité de l'emploi, etc.).

### Aspects sociologiques et politiques
Sur la fin de sa vie, Elton Mayo se consacre aux aspects sociologiques fondamentaux et politiques de ses expériences. Il fait la critique de certains aspects du capitalisme et de la théorie économique classique. 
L'industrialisation capitaliste entraîne un accroissement des individus malheureux et une hostilité entre groupes sociaux, détruit une partie de la signification de l'existence en faisant disparaître beaucoup de normes sociales  
La théorie économique classique avec son homo economicus inorganisé, égoïste et rationnel appelle à réclamer un Etat qui impose l'ordre à tous.
Pour Elton Mayo les partis politiques ou les syndicats ne peuvent permettre d'assimiler le progrès technique et matériel mais c'est à la société tout entière de développer les aptitudes sociales des Hommes c'est-à-dire leurs capacités de changer, de s'adapter, de communiquer leurs idées et leurs sentiments. Ce seront ces aptitudes qui feront vivre les formes actuelles de la démocratie. 

## Ouvrages publiés
- Mayo, Elton. [1919] Democracy and freedom, The MacMillan Co[3].
- Mayo, Elton. [1933]The Human Problems of an Industrial Civilization,The Macmillan Co[4]. Réédition en 2001 Routledge.  (ISBN 0415279887)
- Mayo, Elton. [1945]The Social Problems of an Industrial Civilization. Graduate School of Business Administration; Harvard University[5]. Réédition en 2007 Routledge.  (ISBN 0415436842)
- Mayo, Elton. [1947] The Political Problem of an Industrial Civilization. Graduate School of Business Administration; Harvard University[6].